# Digosville
Cet article possède des paronymes, voir Dignonville et Igoville.
Digosville (prononcé [diɡoːvil]) est une commune française, située dans le département de la Manche en région Normandie, peuplée de 1 665 habitants.

## Géographie

### Localisation
La commune est au nord de la péninsule du Cotentin. Son bourg est à 4,5 km à l'est de Tourlaville, à 7 km à l'est de Cherbourg-Octeville, à 12 km à l'ouest de Saint-Pierre-Église et à 17 km au nord de Valognes.
Les communes limitrophes sont Bretteville, Gonneville-Le Theil, Le Mesnil-au-Val et Cherbourg-en-Cotentin.

### Hydrographie
La commune est située dans le bassin Seine-Normandie. Elle est drainée par la Saire, le fossé 01 de la Rade, le fossé 01 du Hameau du Haut, le Merderet et le ruisseau du Pas Vastel,,.
La Saire, d'une longueur de 31 km, prend sa source dans la commune du Mesnil-au-Val et se jette dans la baie de Seine à Saint-Vaast-la-Hougue, après avoir traversé douze communes.

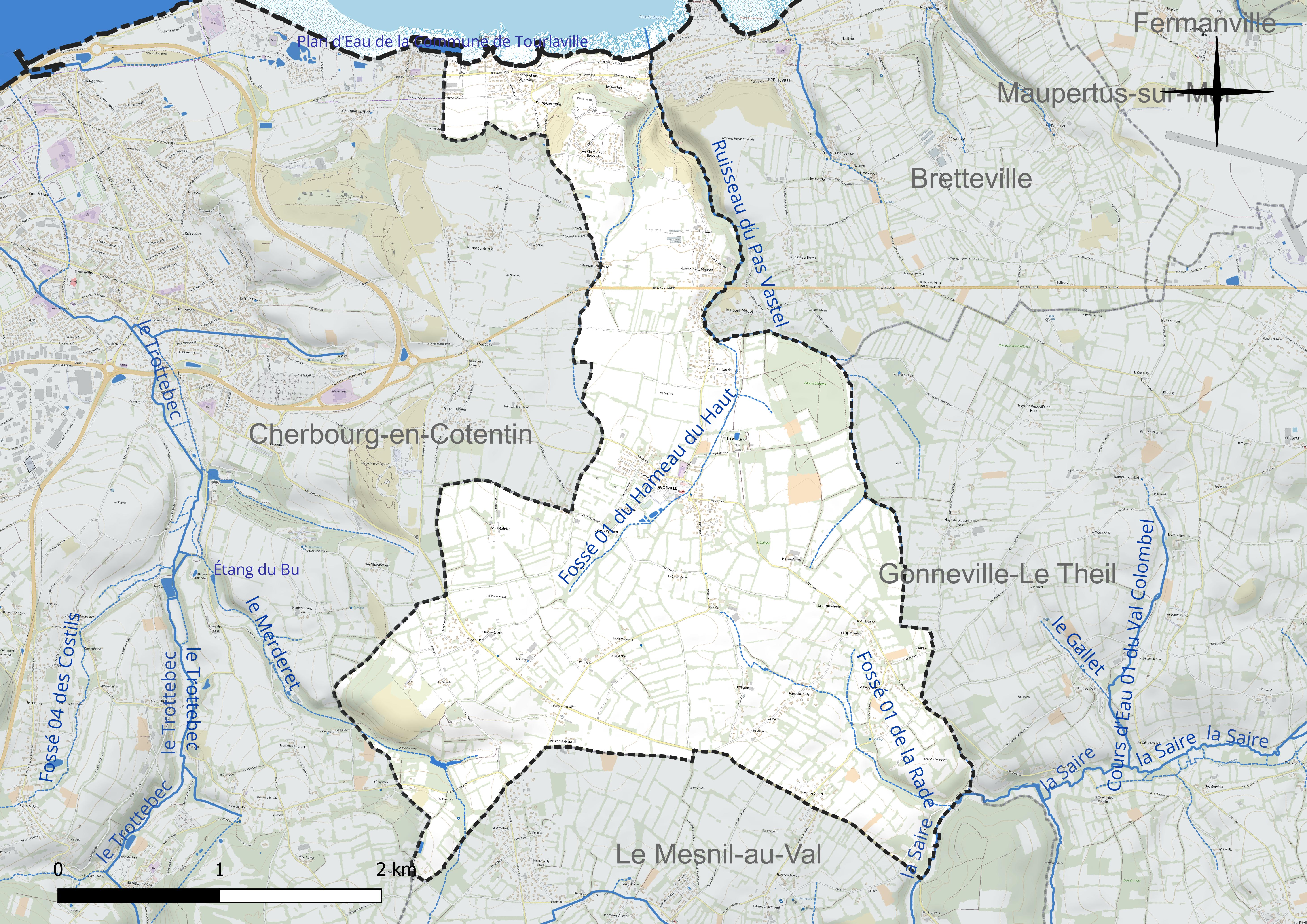
Réseau hydrographique de Digosville.

### Climat
Pour des articles plus généraux, voir Climat de la Normandie et Climat de la Manche.
En 2010, le climat de la commune est de type climat océanique franc, selon une étude du CNRS s'appuyant sur une série de données couvrant la période 1971-2000. En 2020, Météo-France publie une typologie des climats de la France métropolitaine dans laquelle la commune est exposée à un climat océanique et est dans la région climatique Normandie (Cotentin, Orne), caractérisée par une pluviométrie relativement élevée (850 mm/a) et un été frais (15,5 °C) et venté. Parallèlement le GIEC normand, un groupe régional d’experts sur le climat, différencie quant à lui, dans une étude de 2020, trois grands types de climats pour la région Normandie, nuancés à une échelle plus fine par les facteurs géographiques locaux. La commune est, selon ce zonage, exposée à un « climat maritime », correspondant au Cotentin et à l'ouest du département de la Manche, frais, humide et pluvieux, où les contrastes pluviométrique et thermique sont parfois très prononcés en quelques kilomètres quand le relief est marqué.
Pour la période 1971-2000, la température annuelle moyenne est de 10,7 °C, avec une amplitude thermique annuelle de 11,1 °C. Le cumul annuel moyen de précipitations est de 1 025 mm, avec 14,7 jours de précipitations en janvier et 8,1 jours en juillet. Pour la période 1991-2020, la température moyenne annuelle observée sur la station météorologique la plus proche, située sur la commune de Gonneville-Le Theil à 4 km à vol d'oiseau, est de 11,0 °C et le cumul annuel moyen de précipitations est de 940,4 mm,. Pour l'avenir, les paramètres climatiques de la commune estimés pour 2050 selon différents scénarios d’émission de gaz à effet de serre sont consultables sur un site dédié publié par Météo-France en novembre 2022.

## Urbanisme

### Typologie
Au 1er janvier 2024, Digosville est catégorisée commune rurale à habitat dispersé, selon la nouvelle grille communale de densité à sept niveaux définie par l'Insee en 2022.
Elle est située hors unité urbaine.
Par ailleurs la commune fait partie de l'aire d'attraction de Cherbourg-en-Cotentin, dont elle est une commune de la couronne,. Cette aire, qui regroupe 77 communes, est catégorisée dans les aires de 50 000 à moins de 200 000 habitants,.
La commune, bordée par la Manche, est également une commune littorale au sens de la loi du 3 janvier 1986, dite loi littoral. Des dispositions spécifiques d’urbanisme s’y appliquent dès lors afin de préserver les espaces naturels, les sites, les paysages et l’équilibre écologique du littoral, comme le principe d'inconstructibilité, en dehors des espaces urbanisés, sur la bande littorale des 100 mètres, ou plus si le plan local d'urbanisme le prévoit.

### Occupation des sols
L'occupation des sols de la commune, telle qu'elle ressort de la base de données européenne d’occupation biophysique des sols Corine Land Cover (CLC), est marquée par l'importance des territoires agricoles (84 % en 2018), en diminution par rapport à 1990 (87 %).
La répartition détaillée en 2018 est la suivante : prairies (35,7 %), zones agricoles hétérogènes (27,8 %), terres arables (20,5 %), zones urbanisées (10,4 %), milieux à végétation arbustive et/ou herbacée (4,2 %), forêts (1,4 %).

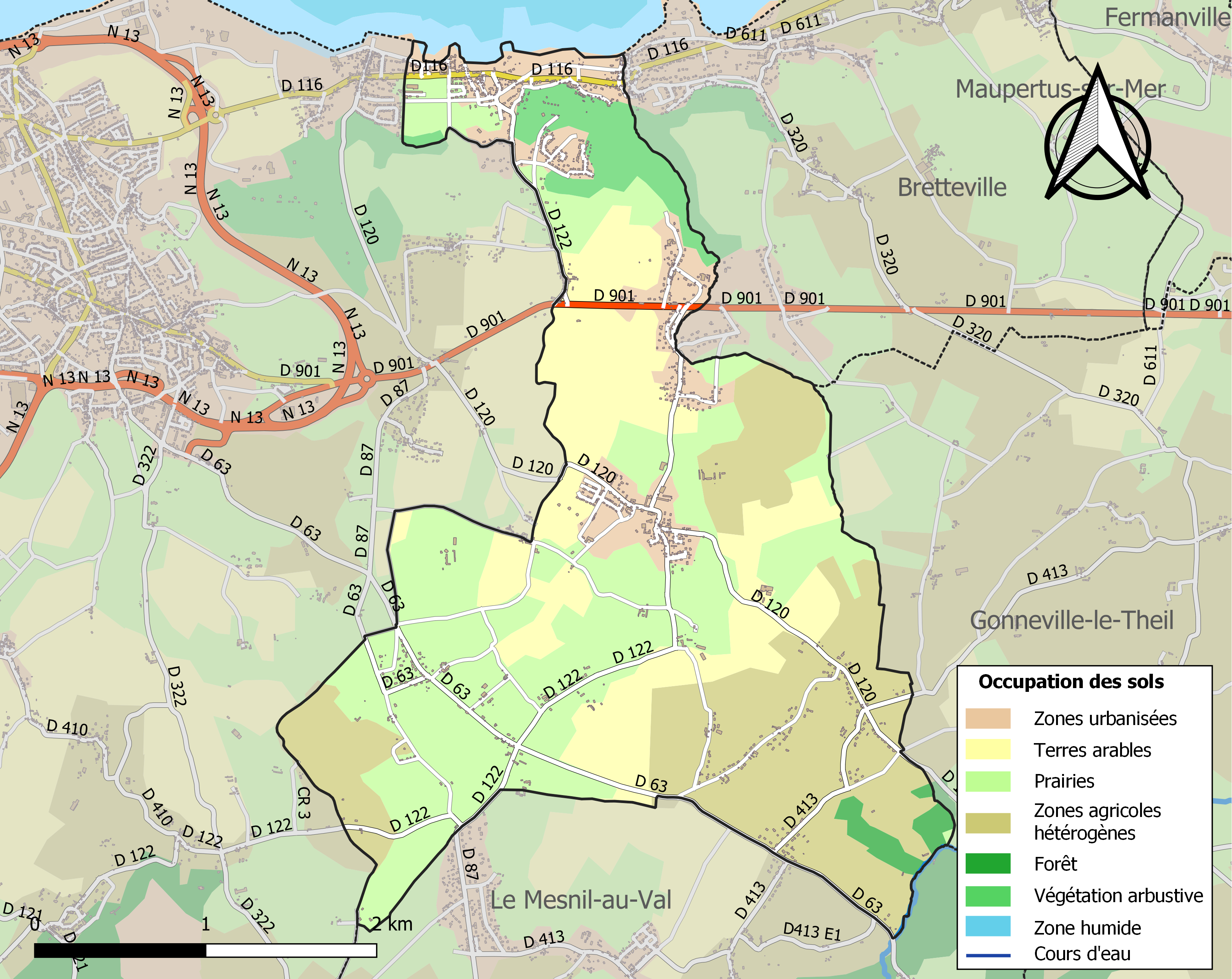
Carte des infrastructures et de l'occupation des sols de la commune en 2018 (CLC).

L'évolution de l’occupation des sols de la commune et de ses infrastructures peut être observée sur les différentes représentations cartographiques du territoire : la carte de Cassini (XVIIIe siècle), la carte d'état-major (1820-1866) et les cartes ou photos aériennes de l'IGN pour la période actuelle (1950 à aujourd'hui).

## Toponymie
Le nom de la localité est attesté sous les formes Digouvilla en 1198 et Dingouville et Digouville en 1294.
Le toponyme serait issu d'un anthroponyme germanique tel que Dingolfus ou scandinave tel qu'Ingulf. Le deuxième élément est l'ancien français ville dans son sens originel de « domaine rural » issu du latin villa rustica.

## Histoire

### Antiquité
En février 1995 fut découvert sur le territoire communal, un trésor monétaire, composé de 658 antoniniens, dont l'enfouissement pourrait se situer à la fin de 270 ou début 271. Cette découverte, ainsi que le petit pont gallo-romain, situé sur le ruisseau du Pas vastel, sur l'itinéraire Coriallum-Saint-Vaast, laisse suggérer une activité importante à l'époque gallo-romaine.

### Moyen Âge
En 1432, Guillaume du Hommel vend à Pierre de Mantes le fief de Digoville.
En 1458 comme déclaré par l'abbé de Fécamp, la paroisse, sise en la vicomté de Valognes, au bailliage de Cotentin était la possession de l'abbaye : « Item au baillage [sic] de Caen, (nous avons), la baronnie, terre et seigneurie d'Argences, lasquelle Baronnie s'estend au bailliage du Costentin, en la viconté de Valognes, aux paroisses de Quettehou, de Saint Vaast, de Ravenoville, de Beuzeville, de Digoville, de Montaigu et d'Illec Environ… ».

### Temps modernes
Il y avait dans la paroisse de Digosville deux fiefs : le fief noble de Digosville, tenu de l'abbaye de Fécamp et possession au XVIIe siècle de Julien de Vauborel, et celui de Garencières, relevant de la baronnie de Bricquebec.
En 1567, les héritiers de Pierre Simon, sieurs de Digosville et Garencières, sont taxés pour ces fiefs de 31 livres et 6 solz dans le rôle des nobles et roturiers, au titre du ban et de l'arrière ban de la vicomté de Coutances, réalisé par Gilles Dancel, seigneur d'Audouville, lieutenant général du bailli de Cotentin, tenu à Coutances les 20-22 octobre. Le fief de la Garencière à Digosville qui valait un sixième de fief de haubert et relevait de la baronnie de Bricquebec, avait des extensions sur Le Mesnil-au-Val.
Le 21 novembre 1749, Pierre Oursin, fait aveu et dénombrement, et, déclare tenir le fief de Digosville, quart de fief de haubert relevant de la baronnie du Petit-Fécamp en Cotentin, avec droit de basse et moyenne justice et « droit de présenter la cure comme patron de l'église paroissiale… ». Le fief s'étend aux paroisses de Digosville, Tourlaville et Mesnil-au-Val.

## Politique et administration
| Période                                                                                     | Période       | Identité                                  | Étiquette | Qualité                            |
| ------------------------------------------------------------------------------------------- | ------------- | ----------------------------------------- | --------- | ---------------------------------- |
| 1793                                                                                        | 1795          | Thomas Fenard                             |           |                                    |
|                                                                                             |               |                                           |           |                                    |
| …1797                                                                                       | 1798          | Robert Dodeman                            |           |                                    |
| …1799                                                                                       | 1800          | Pierre Picot                              |           |                                    |
| 1800                                                                                        | 1808          | Robert Dodeman                            |           |                                    |
| 1808                                                                                        | 1812          | Anicet Levavasseur d'Hiesville            |           |                                    |
| 1813                                                                                        | 1820          | Charles Marie Le Pelley de la Houssaierie |           |                                    |
| 1820                                                                                        | 1825          | Thomas Fenard                             |           |                                    |
| 1826                                                                                        | 1827          | Anicet Levavasseur d'Hiesville            |           |                                    |
| 1828                                                                                        | 1836          | Charles Fenard                            |           |                                    |
| 1837                                                                                        | 1847          | Thomas Bourdet                            |           |                                    |
| 1848                                                                                        | 1874          | Jean-Baptiste Lemarquand                  |           |                                    |
| 1874                                                                                        | 1884          | Jean-Charles Lemaître                     |           |                                    |
| 1884                                                                                        | 1886          | Aymar Charles Morice de la Rue            |           |                                    |
| 1886                                                                                        | 1900          | François Brière                           |           |                                    |
| 1900                                                                                        | 1908          | Aymar Charles Morice de la Rue            |           |                                    |
| 1908                                                                                        | 1945          | Lucien Lepont                             |           |                                    |
| 1945                                                                                        | 1953          | Henri Bigant                              |           |                                    |
| 1953                                                                                        | 1959          | Clément Picot                             |           | Cultivateur                        |
| 1959                                                                                        | 1971          | Roger Marneffe-Lebrequier                 |           | Notaire                            |
| 1971                                                                                        | 1977          | Jacques Fribourg                          |           | Cultivateur                        |
| 1977                                                                                        | novembre 2017 | Michel Lepoittevin                        | UMP       |                                    |
| décembre 2017                                                                               | En cours      | Serge Martin                              |           | Retraité des entreprises publiques |
| Une partie des données est issue d'une liste établie par Jean Pouëssel et Jean-Paul Bonami. |               |                                           |           |                                    |

Le conseil municipal est composé de dix-neuf membres dont le maire et cinq adjoints.

## Population et société
Les habitants de la commune sont appelés les Digosvillais.

### Démographie
L'évolution du nombre d'habitants est connue à travers les recensements de la population effectués dans la commune depuis 1793. Pour les communes de moins de 10 000 habitants, une enquête de recensement portant sur toute la population est réalisée tous les cinq ans, les populations de référence des années intermédiaires étant quant à elles estimées par interpolation ou extrapolation. Pour la commune, le premier recensement exhaustif entrant dans le cadre du nouveau dispositif a été réalisé en 2005.
En 2022, la commune comptait 1 665 habitants, en évolution de +9,54 % par rapport à 2016 (Manche : −0,31 %, France hors Mayotte : +2,11 %).
| 1793 | 1800 | 1806 | 1821 | 1831 | 1836 | 1841 | 1846 | 1851 |
| ---- | ---- | ---- | ---- | ---- | ---- | ---- | ---- | ---- |
| 970  | 599  | 838  | 811  | 848  | 814  | 701  | 684  | 652  |

| 1856 | 1861 | 1866 | 1872 | 1876 | 1881 | 1886 | 1891 | 1896 |
| ---- | ---- | ---- | ---- | ---- | ---- | ---- | ---- | ---- |
| 617  | 631  | 589  | 604  | 620  | 612  | 622  | 628  | 589  |

| 1901 | 1906 | 1911 | 1921 | 1926 | 1931 | 1936 | 1946 | 1954 |
| ---- | ---- | ---- | ---- | ---- | ---- | ---- | ---- | ---- |
| 562  | 592  | 589  | 580  | 585  | 573  | 537  | 607  | 550  |

| 1962 | 1968 | 1975 | 1982 | 1990  | 1999  | 2005  | 2006  | 2010  |
| ---- | ---- | ---- | ---- | ----- | ----- | ----- | ----- | ----- |
| 583  | 569  | 645  | 879  | 1 338 | 1 459 | 1 547 | 1 546 | 1 532 |

| 2015  | 2020  | 2022  | - | - | - | - | - | - |
| ----- | ----- | ----- | - | - | - | - | - | - |
| 1 511 | 1 623 | 1 665 | - | - | - | - | - | - |

### Sports et loisirs
Le Football Club de Digosville fait évoluer trois équipes de football en divisions de district.

## Culture locale et patrimoine

### Lieux et monuments

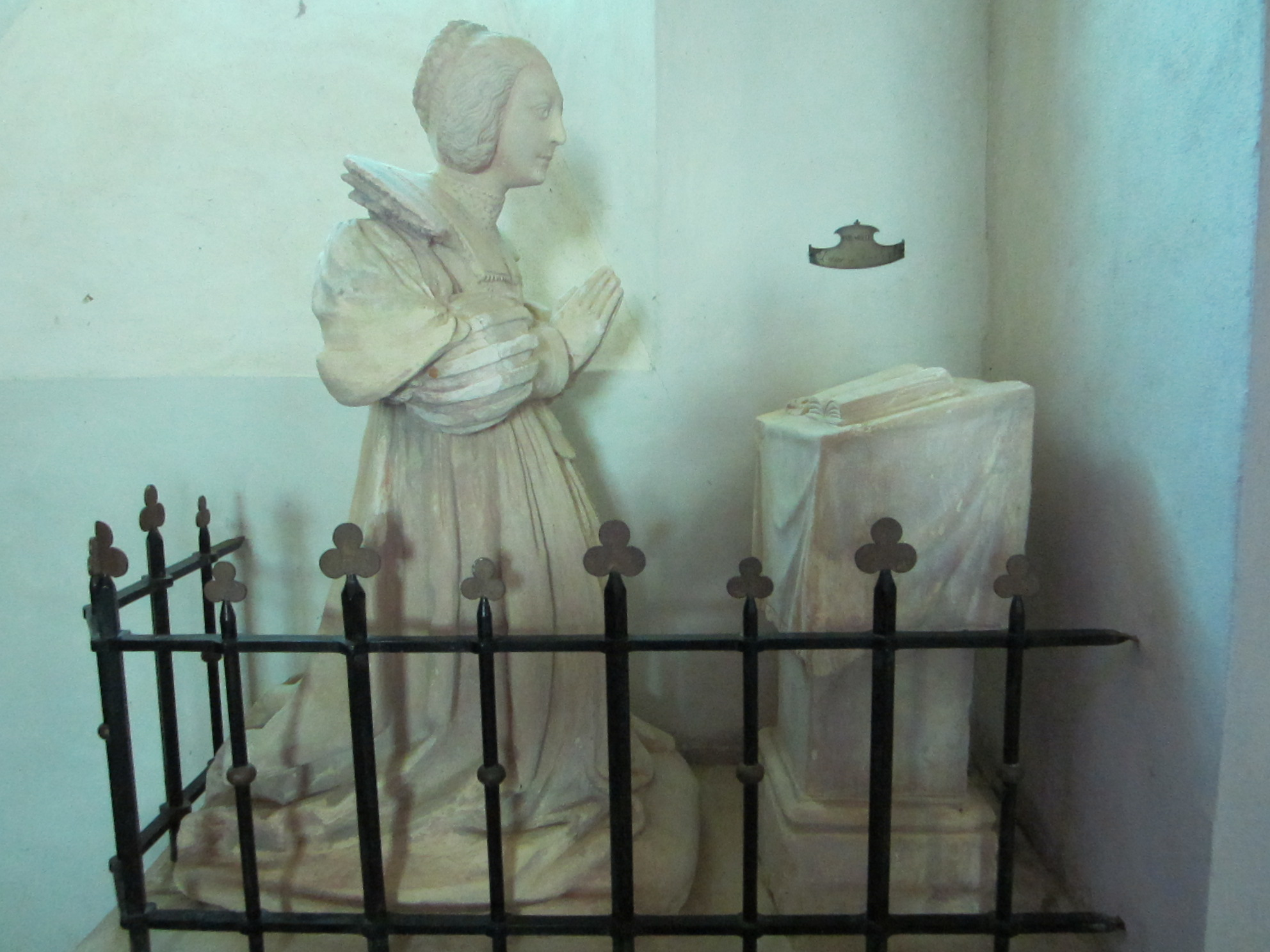
Le tombeau de la Dame de Vauborel.

- Église Notre-Dame des XVIIe – XVIIIe siècles, avec tour et chœur du XVIIe siècle, une nef, avec un porche de porphyre rouge de style Renaissance, reconstruite en 1749, et croix de faîtage et coq du XVIIIe. Elle abrite la statue funéraire dite tombeau de la Dame de Vauborel (1634) classée au titre objet aux monuments historiques[42], ainsi qu'une chaire à prêcher du XVIIe[36].

L'église est aujourd'hui rattachée à la nouvelle paroisse Saint-Gabriel du doyenné de Cherbourg-Hague.
- Château de la Garancière. Ce château du XVIIIe siècle a été achevé en 1736. L'ingénieur Morice de la Rue, chargé vers 1830 de la réalisation des routes du Cotentin et qui à la même époque construisit le phare de Gatteville, résidât au château[44].
- Manoir de Brucan des XVIe – XIXe siècles. Orné de trois tourelles, il fut la possession de la famille de Campserveur[45],[Note 4].
- Manoir de la Crespinière ou Crespinerie des XVIe – XVIIe siècles. Il fut la possession pendant plusieurs générations de la famille Dodeman[45]. Il possédait un beau porche et des fenêtres à meneaux[45].
- Batterie de Bretteville Haut. Désaffectée, elle a été rachetée par la mairie en 2003[36].
- Ferme du Four, propriétés communales.
- Croix de chemin dite croix Perrinot du XVIIIe siècle, à la Croix-Perrinot.
- Calvaire de la famille Le Pont du XXe siècle en protestation des persécutions religieuses[36].
- Oratoire au hameau Truffert (Vierge du XIVe siècle).
- If funéraire et croix ancienne du cimetière.
- Traces d'un ancien château fort[46], derrière le château du XVIIIe siècle. Il subsiste des mouvements de terrain et fondations laissant suggérer un château antérieur[47].
- Motte castrale très érodée de la Haye[46]. Monument tumulaire au lieu-dit Planeke-Rerby[36].
- Émetteurs de télévision.

### Personnalités liées à la commune
- Guillaume de Campserveur († v. 1464), seigneur de Brucan (Le Mesnil-au-Val), de Garancière à Digosville, de Digosville, de Gatteville, capitaine du château de Cherbourg en 1410[36].
- Charles Trigan (Querqueville, 20 août 1694 - Digosville, 12 février 1764) curé de Digosville pendant plus de quarante ans[36].
- Bon-Henry Onfroy (Houguet (Réville), 1777 - 15 janvier 1857), curé de Digosville jusqu'en 1824 d'où il part pour fonder un prieuré à Bricquebec qui deviendra la Trappe en 1836 et dont il sera le premier abbé[36].
- Charles-Félix Morice de la Rue (1800-1880), ingénieur des Ponts et Chaussées, constructeur des phares de Gatteville et Goury, du port de Saint-Vaast et des grandes routes du Cotentin[36], décédé dans son château de Garancière à Digosville.